# Amalia Pachelbel

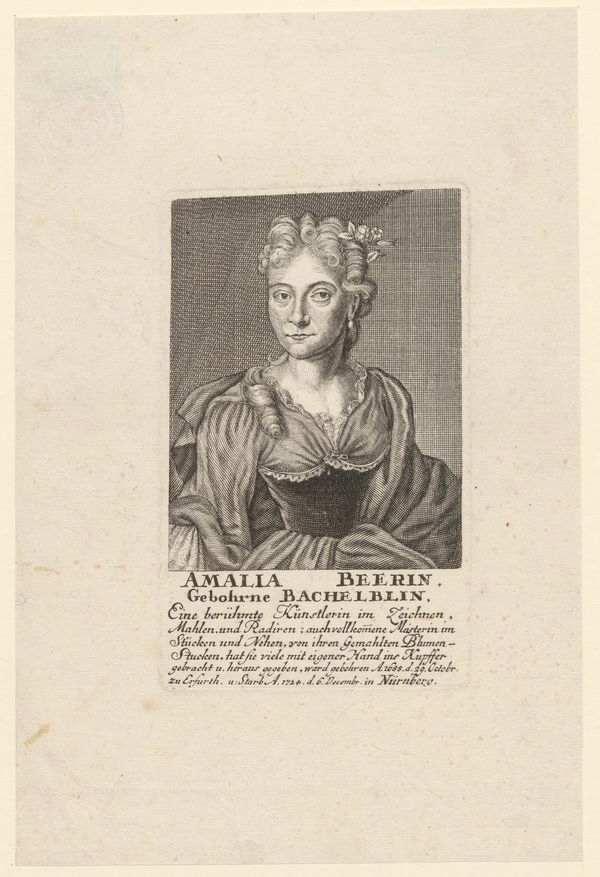
Amalia Pachelbel

Amalia Pachelbel, verheiratete Beer, (* 29. Oktober 1688 in Erfurt; † 6. Dezember 1723 in Nürnberg) war eine deutsche Malerin und Kupferstecherin.

## Leben und Wirken

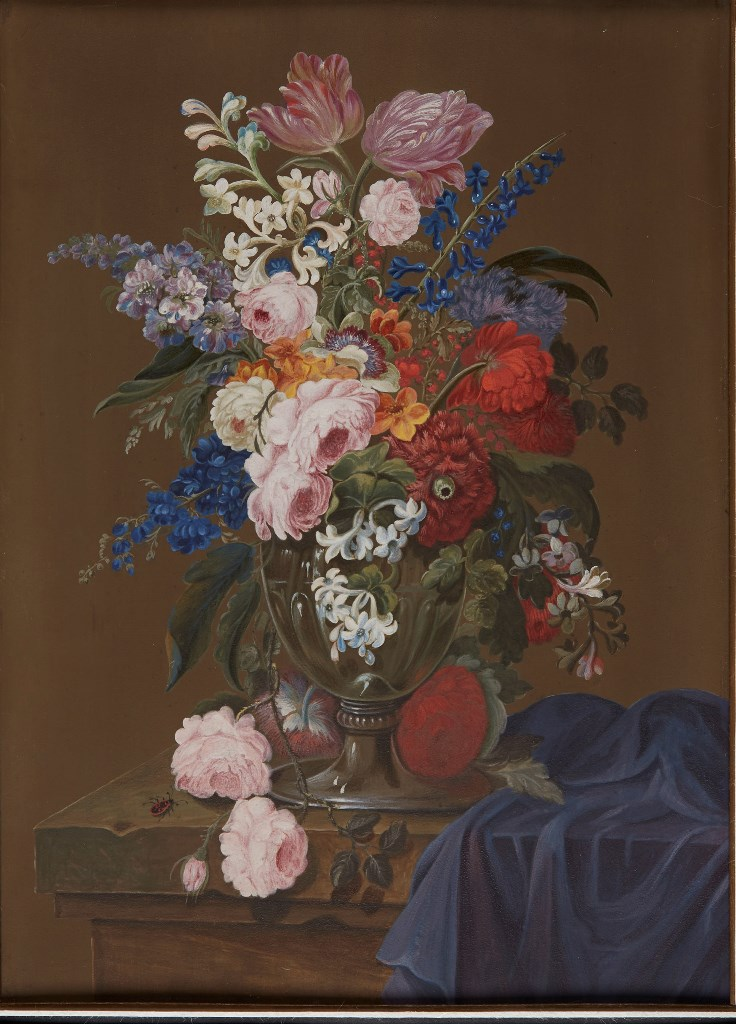
Blumenstück auf Holz en Miniature („von Amalia Pachelbin gemahlen:/ Dieses Stück haben Ihro Churfürstl: Durchlaucht/ ao: 1760 gekauft“)

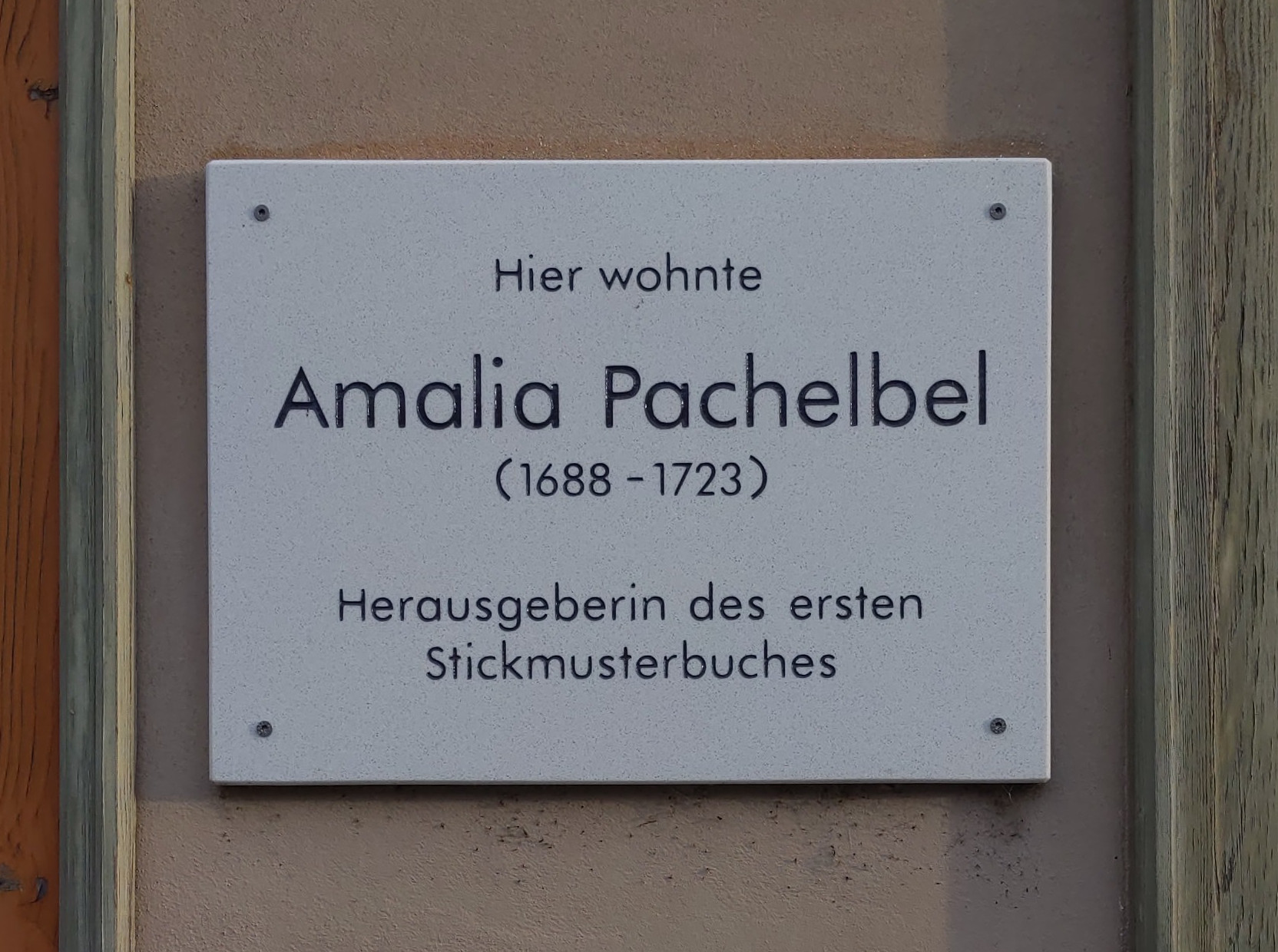
Gedenktafel für Amalie Pachelbel in Erfurt

Pachelbel war eine Tochter des Komponisten Johann Pachelbel. Sie hatte sechs Geschwister. Ihr künstlerisches Talent wurde bereits in früher Jugend gefördert. Sie erhielt eine Ausbildung zur Aquarellistin und Kupferstecherin. Von ihr stammen verschiedene Aquarelle mit Blumenbildern sowie Wappen und Embleme. Ihr Blumenstück auf Holz en Miniature („von Amalia Pachelbin gemahlen“) befindet sich in der Münchner Residenz.
Anfang des 18. Jahrhunderts gab sie das erste Näh- und Stickmusterbuch heraus, für das sie die Näh-, Stick- und Zeichenvorlagen entwarf. Die darin enthaltenen Motive decken folgenden Kanon ab: Blumenkränze, -sträuße, -vasen sowie religiöse Motive. Im Vorwort zum Neh- und Stickbuch heißt es, sie sei eine berühmte Künstlerin, „nicht nur mit der Nadel, sondern zugleich mit dem Pinsel (von dessen Perfection so viele verfertigte Kunst Stücke reden …).“ Für Amalia Pachelbel war die Arbeit an sich, nicht das Ergebnis entscheidend, denn sie schrieb weiter: „Das größte Kennzeichen der Tugend sey, wenn man, den Müssiggang zu verjagen, alles was loblich ist, ergreift, und keine Zeit verliert, worinnen man etwas schaffen kann, ob es auch gleich offt geringe scheinen sollte.“
Um 1715/16 heiratete Amalia Pachelbel den Notar Johann Gabriel Beer, mit dem sie drei Kinder hatte.
An ihrem Erfurter Geburtshaus erinnert eine Gedenktafel an die Künstlerin.

## Schriften
- Amalia Beer: Wol-anständige und Nutzen-bringende FrauenZimmer-Ergözung, in sich enthaltend Ein, Nach der allerneuesten Facon eingerichtetes Neh- und Stick-Buch. Welches Diesem Kunst und Geschicklichkeit liebendem Geschlecht, vermittelst sehr vieler vollkomenen und auf allerhand Art inventirten practicablen Riße, und andern netten Zeichnungen, zu noch mehrerer Aufmunterung Dero Lehrbegierigen Fleiß… vorgestellet worden… Johann Christoph Weigel, Nürnberg (Scan des GNM von 2013 – o. J. (ca. 1720)).